# إدوين أونيل ويليس
إدوين أونيل ويليس (بالإنجليزية: Edwin O’Neill Willis)‏ هو عالم طيور أمريكي، ولد في 18 يناير 1935 في راسلفيل في الولايات المتحدة، وتوفي في 11 أبريل 2015 في ريو كلارو في البرازيل.